# Салчия (Тараклийский район)
Салчия (рум. Salcia) — село в Тараклийском районе Молдавии. Является административным центром коммуны Салчия, включающей также село Ореховка.

## География
Село расположено на высоте 31 метров над уровнем моря. Рядом с восточной окраиной села, по направлению с севера на юг протекает река Салчия, левый приток реки Большая Салчия (водосборный бассейн реки Ялпуг).

## Население
По данным переписи населения 2004 года, в селе Салчия проживает 382 человека (191 мужчина, 191 женщина).
Этнический состав села:
| Национальность | Число жителей | Процентный состав |
| -------------- | ------------- | ----------------- |
| гагаузы        | 192           | 50,26             |
| болгары        | 96            | 25,13             |
| молдаване      | 54            | 14,14             |
| русские        | 22            | 5,76              |
| украинцы       | 17            | 4,45              |
| поляки         | 1             | 0,26              |
| Всего          | 382           | 100 %             |